# Lago Superiore
Il lago Superiore (in inglese Lake Superior, in francese Lac Supérieur) è uno dei Grandi Laghi del Nord America. Se si considera il lago Michigan-Huron come due laghi separati, il lago Superiore è il più grande lago d'acqua dolce del mondo per superficie e il terzo per volume. Si trova a cavallo fra gli Stati Uniti (Minnesota, Michigan e Wisconsin) e il Canada (Ontario).

## Il nome
Nella lingua degli ojibway, il lago è chiamato Gichigami ("grande acqua"). Fu chiamato Lac supérieur nel XVII secolo da esploratori francesi perché era situato al di sopra del lago Huron.

## Idrografia
Situato a 183 metri sul livello del mare, il lago ha una superficie di 82 100 km² (escluse le isole). La sua area è circa 220 volte quella del lago di Garda (370 km²) ed è maggiore della somma delle aree di Piemonte, Lombardia, Veneto e Trentino-Alto Adige (81 200 km²).
Ha una lunghezza di 563 km, terzo al mondo dopo il lago Tanganica (676 km) e il lago Bajkal (630 km). Il volume d'acqua è di circa 12 000 km³, terzo al mondo dopo il Bajkal (23 000 km³) e il Tanganica (18 900 km³).
Lo sviluppo costiero è di 2 938 km, isole escluse. La profondità massima è di 406 metri, inferiore di quattro metri rispetto a quella del lago di Como in Italia. Il limnologo americano J. Val Klump fu la prima persona a raggiungere il punto più profondo del lago, il 30 luglio 1985, in una spedizione scientifica.

## Immissari
Numerosi fiumi sono immissari del lago, fra di essi il Sand.

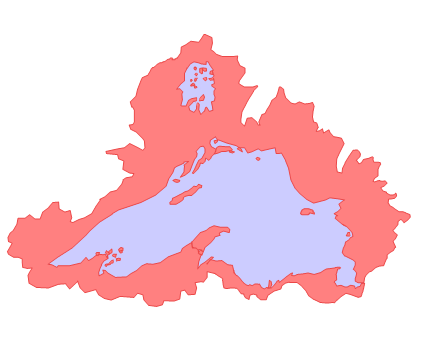
Bacino del lago Superiore

Il lago Superiore è alimentato da più di 200 corsi d'acqua, tra cui il Nipigon River, il Saint Louis River, il Pigeon River, il Pic River, il White River, il Michipicoten River, il Bois Brule River e il Kaministiquia River. L'uscita delle acque dal lago con il Saint Marys River ha un gradiente relativamente alto con rapide. Lo sbarramento Soo Locks consente alle imbarcazioni di superare le rapide e il dislivello di 8 metri tra i laghi Superiore e Huron.

## Geografia

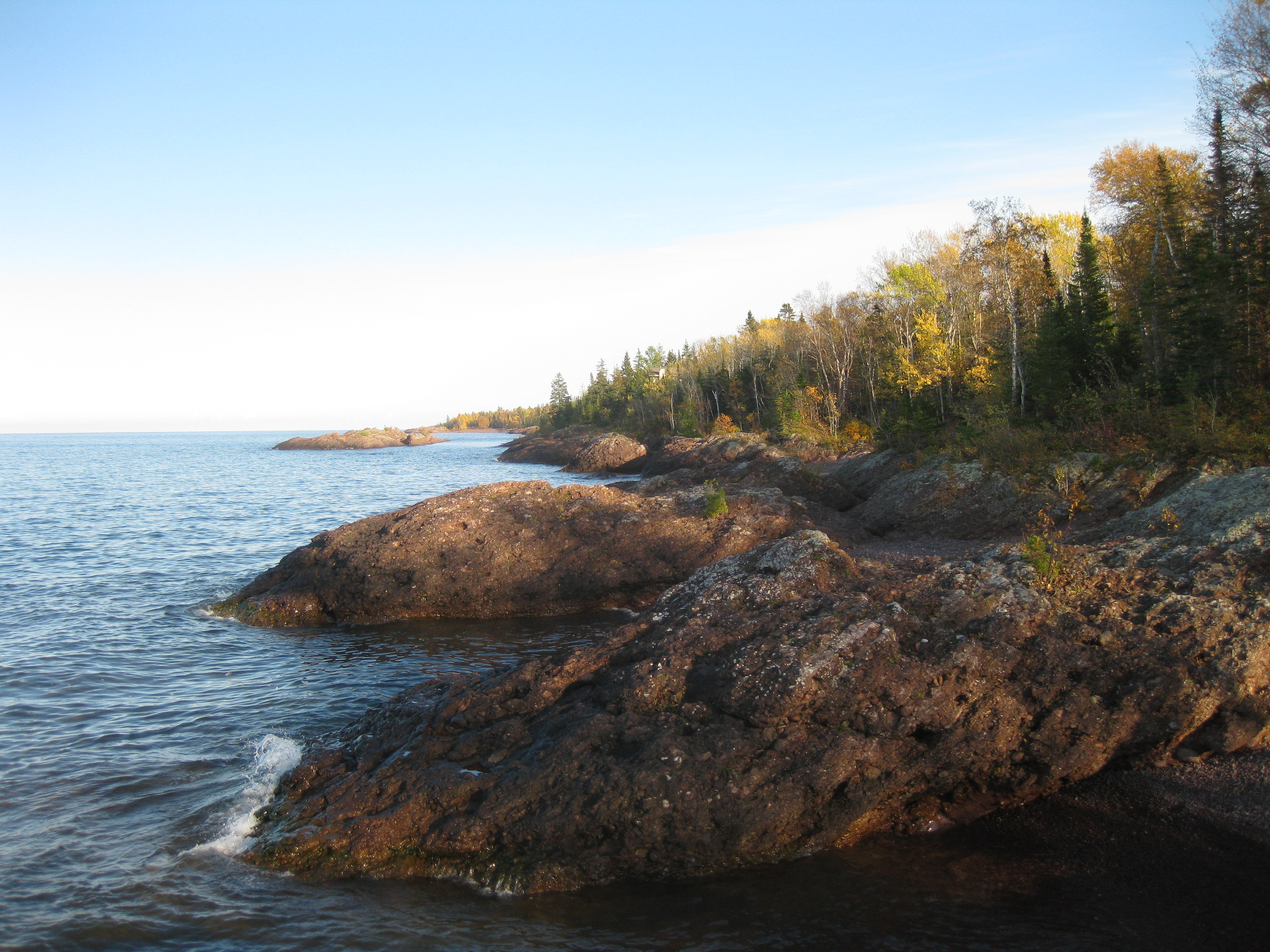
Le coste sono ancora in gran parte disabitate.

La coste del lago Superiore rientrano per circa il 65% in territorio statunitense e per circa il 35% in territorio canadese e sono suddivise tra gli stati del Minnesota, del Wisconsin, del Michigan e dell'Ontario.
L'isola più grande è Isle Royale (535 km², appartenente allo stato del Michigan pur essendo molto più vicina al Minnesota e al Canada). Altre grandi isole sono Madeline Island nel Wisconsin e Michipicoten nella provincia canadese dell'Ontario.
Le maggiori città del lago sono i porti di Duluth nel Minnesota, di Superior nel Wisconsin, di Thunder Bay nell'Ontario, di Marquette nel Michigan e le due città omonime di Sault Sainte Marie, nell'Ontario, e Sault Sainte Marie, nel Michigan.
Il lago Superiore è connesso al lago Huron tramite il fiume Saint Marys.

## Clima

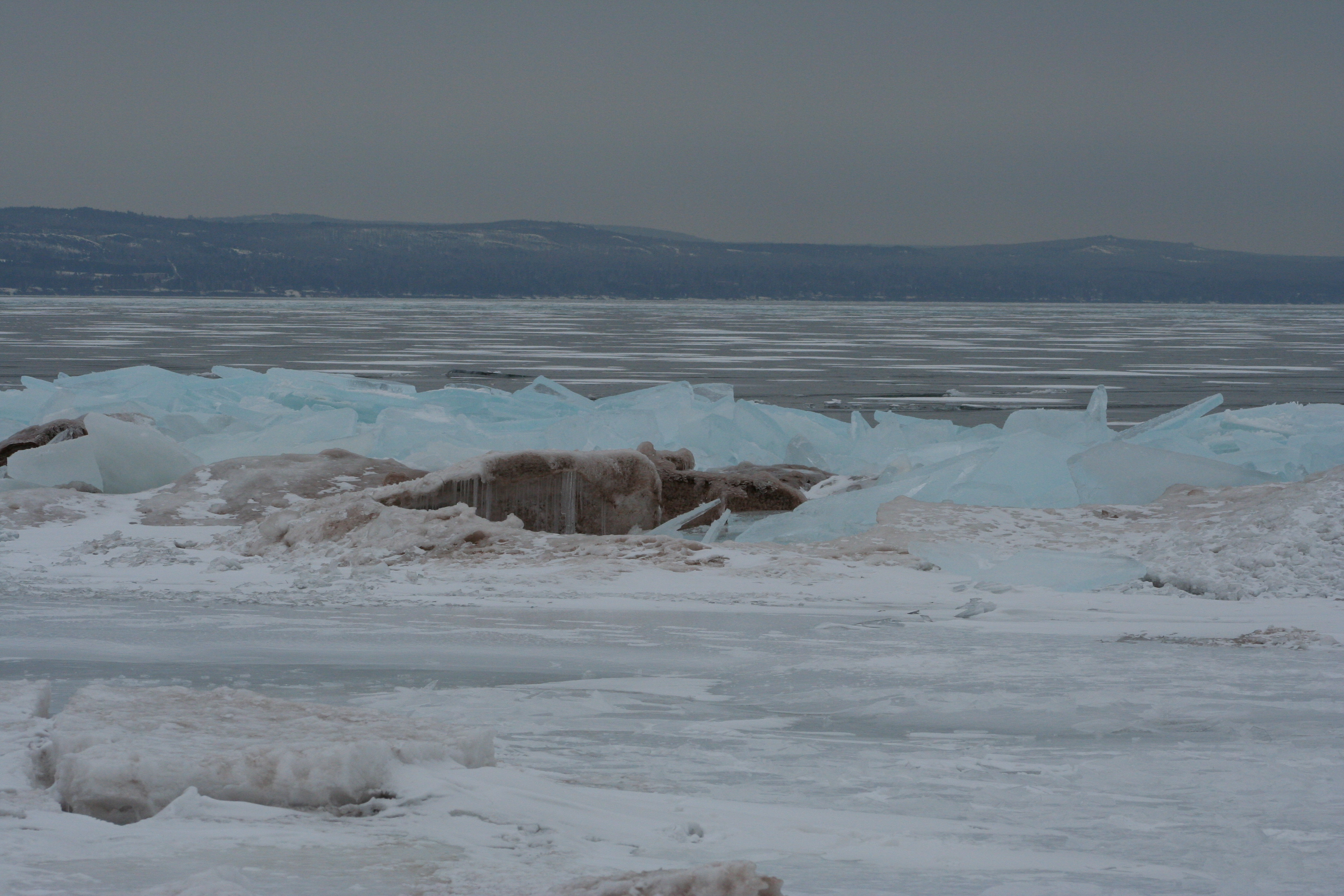
Vaste zone del lago ghiacciano durante l'inverno.

Le dimensioni del Lago Superiore rendono possibile un clima oceanico localizzato, simile al clima della Nuova Scozia. La massa d'acqua aiuta infatti a limitare le forti escursioni termiche tipiche del Nord America, ad eccezione delle irruzioni di correnti artiche invernali che gelano quasi totalmente il bacino. Le temperature sono dunque leggermente più miti delle regioni circostanti e creano un effetto di condensazione col vento polare chiamato lake effect snow o bourrasque de neige. Inoltre, le colline che delimitano il lago formano un incavo che trattiene l'umidità e la nebbia, soprattutto nei periodi più freddi.
La temperatura superficiale dell'acqua si sarebbe riscaldata dal 1979 di 2,5 °C: ciò è stato attribuito al riscaldamento globale. Tuttavia c'è da tener conto che il conteggio è partito dagli anni settanta, quando cioè si sono registrati i più freddi inverni mai riscontrati con misure regolari, e che si è preso come secondo parametro un'oscillazione termica nel pieno di un innalzamento di temperatura anomalo per la zona. Non si ha peraltro certezza sull'accuratezza delle misurazioni.